# Minibraria monroei
Minibraria monroei là một loài ốc biển, là động vật thân mềm chân bụng sống ở biển thuộc họ Colubrariidae.

## Miêu tả
Loài này phân bố ở Vịnh Mexico.